# Wilhelm Liebknecht
Wilhelm Martin Philipp Christian Ludwig Liebknecht (29. března 1826 - 7. srpna 1900) byl německý socialista a jeden z hlavních zakladatelů Sociálně demokratické strany Německa (SPD). Jeho politická kariéra byla průkopnickým projektem kombinujícím marxistickou revoluční teorii s praktickou legální politickou činností. Pod jeho vedením se SPD rozrostla z malé sekty a stala se největší německou politickou stranou. Byl otcem Karla Liebknechta a Theodora Liebknechta.